# Лидер (фильм, 1996)
«Лидер» (англ. The Leading Man) — британская романтическая драма 1996 года, снятая режиссёром Джоном Дайганом. Премьера состоялась на фестивале в Торонто в 1996 год, но релиз в США вышел лишь в марте 1998 года. Действие фильма происходит в Лондоне, зимой.

## Сюжет
Американский актёр Робин Гранж едет в Лондон, чтобы принять участие в театральной постановке. У автора постановки, Феликса Вебба, роман с исполнительницей главной роли, Хилари Рул. Его жена, сорокалетняя Элианор, подозревает, что муж ей изменяет и не может подавить свой гнев. В голове Робина рождается план — соблазнить жену Феликса, чтобы разозлить его. Однако становится понятно, что Феликс начинает ревновать свою жену и Хилари, буквально очарованную Робином. Вскоре Робин становится любимчиком всех участников проекта, а Феликс строит план мести, который должен воплотиться в жизнь в вечер премьеры.

## В ролях
- Джон Бон Джови — Робин Гранж
- Анна Гальена — Элианор Вебб
- Ламбер Уилсон — Феликс Вебб
- Тэнди Ньютон — Хилари Рул
- Барри Хамфрис — Хамфри Бил
- Патриция Ходж — Дэлвин
- Диана Квик — Сьюзан
- Гарриэт Уолтер — Лиз Флетт
- Дэвид Уорнер — Тодд
- Николь Кидман — актриса, вручающая премию
- Виктория Смарфит — Аннабель

## Критика
На сайте Rotten Tomatoes фильм набрал 57 %. Хотя к исполнителем ролей у критиков не было особых претензий, сама картина получила смешанные отзывы. Film 4 отмечает, что жанр — комедия, драма или всё сразу — определяется с трудом, но в любом случае фильм не производит особого впечатления. В обзоре The New York Times сказано, что фильм «можно посмотреть, но он не захватывает внимание».